# Lijst van landen in 2005
Hieronder volgt een lijst van landen van de wereld in 2005.

Staatkundige kaart van 2005

## Uitleg
- In 2005 waren er 192 onafhankelijke staten die door een ruime meerderheid van de overige staten erkend werden: de 191 leden van de Verenigde Naties alsmede Vaticaanstad.
- Alle de facto onafhankelijke staten zonder ruime internationale erkenning zijn weergegeven onder het kopje niet algemeen erkende landen.
- Afhankelijke gebieden en gebieden die vaak als afhankelijk gebied werden beschouwd, zijn weergegeven onder het kopje niet-onafhankelijke gebieden.
- Autonome gebieden, bezette gebieden, territoriale aanspraken op Antarctica en micronaties zijn niet op deze pagina weergegeven.

## Staatkundige veranderingen in 2005
- 3 januari: het bestuur over de Franse Verspreide Eilanden in de Indische Oceaan wordt overgebracht van Réunion naar de Franse Zuidelijke en Antarctische Gebieden.[1]
- 27 april: Syrische troepen trekken zich terug uit Libanon waarmee er een einde komt aan de Syrische bezetting van Libanon.[2]
- 12 september: Israël trekt zich terug uit de bezette Gazastrook, waardoor het gebied onder het bestuur komt te staan van de Palestijnse Autoriteit.[3]

## Algemeen erkende landen

### A
| Korte landsnaam (Nederlands) | Officiële landsnaam (Nederlands)      | Korte landsnaam (oorspronkelijke taal/talen) |
| ---------------------------- | ------------------------------------- | -------------------------------------------- |
| Afghanistan                  | Islamitische Republiek Afghanistan    | Dari en Pasjtoe: Afghānestān / افغانستان     |
| Albanië                      | Republiek Albanië                     | Albanees: Shqipëria                          |
| Algerije                     | Democratische Volksrepubliek Algerije | Arabisch: al-Jazā'ir / الجزائر               |
| Andorra                      | Vorstendom Andorra                    | Catalaans: Andorra                           |
| Angola                       | Republiek Angola                      | Portugees: Angola                            |
| Antigua en Barbuda           | Antigua en Barbuda                    | Engels: Antigua and Barbuda                  |
| Argentinië                   | Argentijnse Republiek                 | Spaans: Argentina                            |
| Armenië                      | Republiek Armenië                     | Armeens: Hayastan / Հայաստան                 |
| Australië                    | Gemenebest Australië                  | Engels: Australia                            |
| Azerbeidzjan                 | Republiek Azerbeidzjan                | Azerbeidzjaans: Azərbaycan                   |

### B
| Korte landsnaam (Nederlands) | Officiële landsnaam (Nederlands) | Korte landsnaam (oorspronkelijke taal/talen)                                                   |
| ---------------------------- | -------------------------------- | ---------------------------------------------------------------------------------------------- |
| Bahama's                     | Gemenebest van de Bahama's       | Engels: The Bahamas                                                                            |
| Bahrein                      | Koninkrijk Bahrein               | Arabisch: al-Baḥrayn / البحرين                                                                 |
| Bangladesh                   | Volksrepubliek Bangladesh        | Bengaals: Bānglādesh / বাংলাদেশ                                                                    |
| Barbados                     | Barbados                         | Engels: Barbados                                                                               |
| België                       | Koninkrijk België                | Duits: Belgien Frans: Belgique Nederlands: België                                              |
| Belize                       | Belize                           | Engels: Belize                                                                                 |
| Benin                        | Republiek Benin                  | Frans: Bénin                                                                                   |
| Bhutan                       | Koninkrijk Bhutan                | Dzongkha: Druk Yul / འབྲུག་ཡུལ་                                                                   |
| Bolivia                      | Republiek Bolivia                | Aymara: Wuliwya Quechua: Bulibiya Spaans: Bolivia                                              |
| Bosnië en Herzegovina        | Bosnië en Herzegovina            | Bosnisch en Kroatisch: Bosna i Hercegovina Servisch: Bosna i Hercegovina / Босна и Херцеговина |
| Botswana                     | Republiek Botswana               | Engels: Botswana                                                                               |
| Brazilië                     | Federale Republiek Brazilië      | Portugees: Brasil                                                                              |
| Brunei                       | Staat Brunei Darussalam          | Maleis: Brunei                                                                                 |
| Bulgarije                    | Republiek Bulgarije              | Bulgaars: Bălgarija / България                                                                 |
| Burkina Faso                 | Burkina Faso                     | Frans: Burkina Faso                                                                            |
| Burundi                      | Republiek Burundi                | Frans: Burundi Kirundi: Uburundi                                                               |

### C
| Korte landsnaam (Nederlands)  | Officiële landsnaam (Nederlands) | Korte landsnaam (oorspronkelijke taal/talen)                         |
| ----------------------------- | -------------------------------- | -------------------------------------------------------------------- |
| Cambodja                      | Koninkrijk Cambodja              | Khmer: Kampuchéa / កម្ពុជា                                              |
| Canada                        | Canada                           | Engels en Frans: Canada                                              |
| Centraal-Afrikaanse Republiek | Centraal-Afrikaanse Republiek    | Frans: République Centrafricaine Sango: Ködörösêse tî Bêafrîka       |
| Chili                         | Republiek Chili                  | Spaans: Chile                                                        |
| China                         | Volksrepubliek China             | Standaardmandarijn: Zhongguo / 中国                                  |
| Colombia                      | Republiek Colombia               | Spaans: Colombia                                                     |
| Comoren                       | Unie der Comoren                 | Arabisch: Juzur al-Qamar / جزر القمر Comorees: Komori Frans: Comores |
| Congo-Brazzaville             | Republiek Congo                  | Frans: Congo                                                         |
| Congo-Kinshasa                | Democratische Republiek Congo    | Frans: Congo                                                         |
| Costa Rica                    | Republiek Costa Rica             | Spaans: Costa Rica                                                   |
| Cuba                          | Republiek Cuba                   | Spaans: Cuba                                                         |
| Cyprus                        | Republiek Cyprus                 | Grieks: Kypros / Κυπρος Turks: Kıbrıs                                |

### D
| Korte landsnaam (Nederlands) | Officiële landsnaam (Nederlands) | Korte landsnaam (oorspronkelijke taal/talen) |
| ---------------------------- | -------------------------------- | -------------------------------------------- |
| Denemarken                   | Koninkrijk Denemarken            | Deens: Danmark                               |
| Djibouti                     | Republiek Djibouti               | Arabisch: Jībūtī / جيبوتي Frans: Djibouti    |
| Dominica                     | Gemenebest Dominica              | Engels: Dominica                             |
| Dominicaanse Republiek       | Dominicaanse Republiek           | Spaans: República Dominicana                 |
| Duitsland                    | Bondsrepubliek Duitsland         | Duits: Deutschland                           |

### E
| Korte landsnaam (Nederlands) | Officiële landsnaam (Nederlands)          | Korte landsnaam (oorspronkelijke taal/talen)                        |
| ---------------------------- | ----------------------------------------- | ------------------------------------------------------------------- |
| Ecuador                      | Republiek Ecuador                         | Spaans: Ecuador                                                     |
| Egypte                       | Arabische Republiek Egypte                | Arabisch: Mişr / مصر                                                |
| El Salvador                  | Republiek El Salvador                     | Spaans: El Salvador                                                 |
| Equatoriaal-Guinea           | Republiek Equatoriaal-Guinea              | Frans: Guinée Équatoriale Spaans: Guinea Ecuatorial                 |
| Eritrea                      | Staat Eritrea                             | Arabisch: Irītriyā / إريتريا Engels: Eritrea Tigrinya: Értra / ኤርትራ |
| Estland                      | Republiek Estland                         | Estisch: Eesti                                                      |
| Ethiopië                     | Federale Democratische Republiek Ethiopië | Amhaars: Ītyop'iya / ኢትዮጵያ                                          |

### F
| Korte landsnaam (Nederlands) | Officiële landsnaam (Nederlands) | Korte landsnaam (oorspronkelijke taal/talen)              |
| ---------------------------- | -------------------------------- | --------------------------------------------------------- |
| Fiji                         | Republiek Fiji-eilanden          | Engels: Fiji Fijisch: Viti Fijisch-Hindoestani: Fiji / फ़िजी |
| Filipijnen                   | Republiek der Filipijnen         | Engels: Philippines Filipijns: Pilipinas                  |
| Finland                      | Republiek Finland                | Fins: Suomi Zweeds: Finland                               |
| Frankrijk                    | Franse Republiek                 | Frans: France                                             |

### G
| Korte landsnaam (Nederlands) | Officiële landsnaam (Nederlands) | Korte landsnaam (oorspronkelijke taal/talen) |
| ---------------------------- | -------------------------------- | -------------------------------------------- |
| Gabon                        | Republiek Gabon                  | Frans: Gabon                                 |
| Gambia                       | Republiek Gambia                 | Engels: The Gambia                           |
| Georgië                      | Georgië                          | Georgisch: Sak'art'velo / საქართველო         |
| Ghana                        | Republiek Ghana                  | Engels: Ghana                                |
| Grenada                      | Grenada                          | Engels: Grenada                              |
| Griekenland                  | Helleense Republiek              | Grieks: Hellas / 'Ελλας                      |
| Guatemala                    | Republiek Guatemala              | Spaans: Guatemala                            |
| Guinee                       | Republiek Guinee                 | Frans: Guinée                                |
| Guinee-Bissau                | Republiek Guinee-Bissau          | Portugees: Guiné-Bissau                      |
| Guyana                       | Coöperatieve Republiek Guyana    | Engels: Guyana                               |

### H
| Korte landsnaam (Nederlands) | Officiële landsnaam (Nederlands) | Korte landsnaam (oorspronkelijke taal/talen) |
| ---------------------------- | -------------------------------- | -------------------------------------------- |
| Haïti                        | Republiek Haïti                  | Frans: Haïti Haïtiaans-Creools: Ayiti        |
| Honduras                     | Republiek Honduras               | Spaans: Honduras                             |
| Hongarije                    | Hongarije                        | Hongaars: Magyarország                       |

### I
| Korte landsnaam (Nederlands) | Officiële landsnaam (Nederlands) | Korte landsnaam (oorspronkelijke taal/talen)            |
| ---------------------------- | -------------------------------- | ------------------------------------------------------- |
| Ierland                      | Ierland                          | Engels: Ireland Iers: Éire                              |
| IJsland                      | IJsland                          | IJslands: Ísland                                        |
| India                        | Republiek India                  | Engels: India Hindi: Bhārat / भारत                       |
| Indonesië                    | Republiek Indonesië              | Indonesisch: Indonesia                                  |
| Irak                         | Republiek Irak                   | Arabisch: al-ʿIrāq / العراق Koerdisch: Îraq / عێراق     |
| Iran                         | Islamitische Republiek Iran      | Perzisch: Īrān / ایران                                  |
| Israël                       | Staat Israël                     | Arabisch: Isrāʾīl / اسرائيل Hebreeuws: Yisra'el / ישראל |
| Italië                       | Italiaanse Republiek             | Italiaans: Italia                                       |
| Ivoorkust                    | Republiek Ivoorkust              | Frans: Côte d'Ivoire                                    |

### J
| Korte landsnaam (Nederlands) | Officiële landsnaam (Nederlands) | Korte landsnaam (oorspronkelijke taal/talen) |
| ---------------------------- | -------------------------------- | -------------------------------------------- |
| Jamaica                      | Jamaica                          | Engels: Jamaica                              |
| Japan                        | Japan                            | Japans: Nihon / 日本                         |
| Jemen                        | Republiek Jemen                  | Arabisch: al-Yaman / اليمن                   |
| Jordanië                     | Hasjemitisch Koninkrijk Jordanië | Arabisch: al-ʾUrdun / الأردن                 |

### K
| Korte landsnaam (Nederlands) | Officiële landsnaam (Nederlands) | Korte landsnaam (oorspronkelijke taal/talen)                    |
| ---------------------------- | -------------------------------- | --------------------------------------------------------------- |
| Kaapverdië                   | Republiek Kaapverdië             | Portugees: Cabo Verde                                           |
| Kameroen                     | Republiek Kameroen               | Engels: Cameroon Frans: Cameroun                                |
| Kazachstan                   | Republiek Kazachstan             | Kazachs: Qazaqstan / Қазақстан Russisch: Kazachstan / Казахстан |
| Kenia                        | Republiek Kenia                  | Engels en Swahili: Kenya                                        |
| Kirgizië                     | Kirgizische Republiek            | Kirgizisch: Kyrgyzstan / Кыргызстан                             |
| Kiribati                     | Republiek Kiribati               | Engels en Kiribatisch: Kiribati                                 |
| Koeweit                      | Staat Koeweit                    | Arabisch: al-Kuwayt / الكويت                                    |
| Kroatië                      | Republiek Kroatië                | Kroatisch: Hrvatska                                             |

### L
| Korte landsnaam (Nederlands) | Officiële landsnaam (Nederlands)                         | Korte landsnaam (oorspronkelijke taal/talen)              |
| ---------------------------- | -------------------------------------------------------- | --------------------------------------------------------- |
| Laos                         | Democratische Volksrepubliek Laos                        | Laotiaans: Lao / ນລາວ                                     |
| Lesotho                      | Koninkrijk Lesotho                                       | Engels en Zuid-Sotho: Lesotho                             |
| Letland                      | Republiek Letland                                        | Lets: Latvija                                             |
| Libanon                      | Republiek Libanon                                        | Arabisch: Lubnan / البنانيّة                               |
| Liberia                      | Republiek Liberia                                        | Engels: Liberia                                           |
| Libië                        | Grote Libisch-Arabische Socialistische Volks-Jamahiriyah | Arabisch: Lībīyah / الليبية                               |
| Liechtenstein                | Vorstendom Liechtenstein                                 | Duits: Liechtenstein                                      |
| Litouwen                     | Republiek Litouwen                                       | Litouws: Lietuva                                          |
| Luxemburg                    | Groothertogdom Luxemburg                                 | Duits: Luxemburg Frans: Luxembourg Luxemburgs: Lëtzebuerg |

### M
| Korte landsnaam (Nederlands) | Officiële landsnaam (Nederlands)  | Korte landsnaam (oorspronkelijke taal/talen)        |
| ---------------------------- | --------------------------------- | --------------------------------------------------- |
| Macedonië                    | Republiek Macedonië               | Macedonisch: Makedonija / Македонија                |
| Madagaskar                   | Republiek Madagaskar              | Frans: Madagascar Plateaumalagasi: Madagasikara     |
| Malawi                       | Republiek Malawi                  | Engels: Malawi Nyanja: Malaŵi                       |
| Malediven                    | Republiek der Maldiven            | Divehi: Dhivehi Raajje / ގުޖޭއްރާ ޔާއްރިހޫމްޖު                |
| Maleisië                     | Maleisië                          | Maleis: Malaysia                                    |
| Mali                         | Republiek Mali                    | Frans: Mali                                         |
| Malta                        | Republiek Malta                   | Maltees: Malta                                      |
| Marokko                      | Koninkrijk Marokko                | Arabisch: al-Maghrib / المغرب                       |
| Marshalleilanden             | Republiek der Marshalleilanden    | Engels: Marshall Islands Marshallees: Aorōkin M̧ajeļ |
| Mauritanië                   | Islamitische Republiek Mauritanië | Arabisch: Mūrītāniyyā / موريتانيا                   |
| Mauritius                    | Republiek Mauritius               | Engels: Mauritius                                   |
| Mexico                       | Verenigde Mexicaanse Staten       | Spaans: México                                      |
| Micronesië                   | Federale Staten van Micronesia    | Engels: Micronesia                                  |
| Moldavië                     | Republiek Moldavië                | Moldavisch: Moldova                                 |
| Monaco                       | Vorstendom Monaco                 | Frans: Monaco                                       |
| Mongolië                     | Mongolië                          | Mongools: Mongol Uls / Монгол Улс /                 |
| Mozambique                   | Republiek Mozambique              | Portugees: Moçambique                               |
| Myanmar                      | Unie van Myanmar                  | Birmees: Myanma /                                   |

### N
| Korte landsnaam (Nederlands) | Officiële landsnaam (Nederlands)   | Korte landsnaam (oorspronkelijke taal/talen) |
| ---------------------------- | ---------------------------------- | -------------------------------------------- |
| Namibië                      | Republiek Namibië                  | Engels: Namibia                              |
| Nauru                        | Republiek Nauru                    | Engels: Nauru Nauruaans: Naoero              |
| Nederland                    | Koninkrijk der Nederlanden         | Nederlands: Nederland                        |
| Nepal                        | Koninkrijk Nepal                   | Nepalees: Nepal / नेपाल                        |
| Nicaragua                    | Republiek Nicaragua                | Spaans: Nicaragua                            |
| Nieuw-Zeeland                | Nieuw-Zeeland                      | Engels: New Zealand Maori: Aotearoa          |
| Niger                        | Republiek Niger                    | Frans: Niger                                 |
| Nigeria                      | Federale Republiek Nigeria         | Engels: Nigeria                              |
| Noord-Korea                  | Democratische Volksrepubliek Korea | Koreaans: Chosŏn / 조선                      |
| Noorwegen                    | Koninkrijk Noorwegen               | Bokmål: Norge Nynorsk: Noreg                 |

### O
| Korte landsnaam (Nederlands) | Officiële landsnaam (Nederlands)   | Korte landsnaam (oorspronkelijke taal/talen) |
| ---------------------------- | ---------------------------------- | -------------------------------------------- |
| Oeganda                      | Republiek Oeganda                  | Engels en Swahili: Uganda                    |
| Oekraïne                     | Oekraïne                           | Oekraïens: Ukrajina / Україна                |
| Oezbekistan                  | Republiek Oezbekistan              | Oezbeeks: O'zbekiston                        |
| Oman                         | Sultanaat Oman                     | Arabisch: ʿUmān / عُمان                       |
| Oostenrijk                   | Republiek Oostenrijk               | Duits: Österreich                            |
| Oost-Timor                   | Democratische Republiek Oost-Timor | Portugees: Timor-Leste Tetun: Timór-Leste    |

### P
| Korte landsnaam (Nederlands) | Officiële landsnaam (Nederlands)         | Korte landsnaam (oorspronkelijke taal/talen)                               |
| ---------------------------- | ---------------------------------------- | -------------------------------------------------------------------------- |
| Pakistan                     | Islamitische Republiek Pakistan          | Engels: Pakistan Urdu: Pākistān / پاکستان                                  |
| Palau                        | Republiek Palau                          | Engels: Palau Palauaans: Belau                                             |
| Panama                       | Republiek Panama                         | Spaans: Panamá                                                             |
| Papoea-Nieuw-Guinea          | Onafhankelijke Staat Papoea-Nieuw-Guinea | Engels: Papua New Guinea Hiri Motu: Papu Niu Gini Tok Pisin: Papua Niugini |
| Paraguay                     | Republiek Paraguay                       | Guaraní: Paraguái Spaans: Paraguay                                         |
| Peru                         | Republiek Peru                           | Spaans: Perú                                                               |
| Polen                        | Republiek Polen                          | Pools: Polska                                                              |
| Portugal                     | Portugese Republiek                      | Portugees: Portugal                                                        |

### Q
| Korte landsnaam (Nederlands) | Officiële landsnaam (Nederlands) | Korte landsnaam (oorspronkelijke taal/talen) |
| ---------------------------- | -------------------------------- | -------------------------------------------- |
| Qatar                        | Staat Qatar                      | Arabisch: Qatar / قطر                        |

### R
| Korte landsnaam (Nederlands) | Officiële landsnaam (Nederlands) | Korte landsnaam (oorspronkelijke taal/talen) |
| ---------------------------- | -------------------------------- | -------------------------------------------- |
| Roemenië                     | Roemenië                         | Roemeens: România                            |
| Rusland                      | Russische Federatie              | Russisch: Rossija / Россия                   |
| Rwanda                       | Republiek Rwanda                 | Engels, Frans en Kinyarwanda: Rwanda         |

### S
| Korte landsnaam (Nederlands)   | Officiële landsnaam (Nederlands)                 | Korte landsnaam (oorspronkelijke taal/talen)                                               |
| ------------------------------ | ------------------------------------------------ | ------------------------------------------------------------------------------------------ |
| Saint Kitts en Nevis           | Federatie van Saint Kitts en Nevis               | Engels: Saint Kitts and Nevis                                                              |
| Saint Lucia                    | Saint Lucia                                      | Engels: Saint Lucia                                                                        |
| Saint Vincent en de Grenadines | Saint Vincent en de Grenadines                   | Engels: Saint Vincent and the Grenadines                                                   |
| Salomonseilanden               | Salomonseilanden                                 | Engels: Solomon Islands                                                                    |
| Samoa                          | Onafhankelijke Staat Samoa                       | Engels: Samoa Samoaans: Sāmoa                                                              |
| San Marino                     | Republiek San Marino                             | Italiaans: San Marino                                                                      |
| Sao Tomé en Principe           | Democratische Republiek Sao Tomé en Principe     | Portugees: São Tomé e Príncipe                                                             |
| Saoedi-Arabië                  | Koninkrijk Saoedi-Arabië                         | Arabisch: al-ʿArabiya as-Saʿūdiyya / العربيّة السعودية                                      |
| Senegal                        | Republiek Senegal                                | Frans: Sénégal                                                                             |
| Servië en Montenegro           | Statenunie Servië en Montenegro                  | Servisch: Srbija i Crna Gora / Србија и Црна Гора                                          |
| Seychellen                     | Republiek der Seychellen                         | Engels en Frans: Seychelles Seychellencreools: Sesel                                       |
| Sierra Leone                   | Republiek Sierra Leone                           | Engels: Sierra Leone                                                                       |
| Singapore                      | Republiek Singapore                              | Engels: Singapore Maleis: Singapura Mandarijn: Xinjiapo / 新加坡 Tamil: Čiṅkappūr / சிங்கப்பூர் |
| Slovenië                       | Republiek Slovenië                               | Sloveens: Slovenija                                                                        |
| Slowakije                      | Slowaakse Republiek                              | Slowaaks: Slovensko                                                                        |
| Soedan                         | Republiek Soedan                                 | Arabisch: as-Sūdān / السودان                                                               |
| Somalië                        | Republiek Somalië                                | Arabisch: Aṣ-Ṣūmāl / الصومال Somalisch: Soomaaliya                                         |
| Spanje                         | Koninkrijk Spanje                                | Spaans: España                                                                             |
| Sri Lanka                      | Democratische Socialistische Republiek Sri Lanka | Singalees: Srī Lankā / ශ්‍රී ලංකා Tamil: Llankai / இலங்கை                                          |
| Suriname                       | Republiek Suriname                               | Nederlands: Suriname                                                                       |
| Swaziland                      | Koninkrijk Swaziland                             | Engels: Swaziland Swazi: eSwatini                                                          |
| Syrië                          | Arabische Republiek Syrië                        | Arabisch: Sūrīyā / سوريا                                                                   |

### T
| Korte landsnaam (Nederlands) | Officiële landsnaam (Nederlands) | Korte landsnaam (oorspronkelijke taal/talen) |
| ---------------------------- | -------------------------------- | -------------------------------------------- |
| Tadzjikistan                 | Republiek Tadzjikistan           | Tadzjieks: Tojikistan / Тоҷикистон           |
| Tanzania                     | Verenigde Republiek Tanzania     | Engels en Swahili: Tanzania                  |
| Thailand                     | Koninkrijk Thailand              | Thai: Prathet Thai / ประเทศไทย               |
| Togo                         | Republiek Togo                   | Frans: Togo                                  |
| Tonga                        | Koninkrijk Tonga                 | Engels en Tongaans: Tonga                    |
| Trinidad en Tobago           | Republiek Trinidad en Tobago     | Engels: Trinidad and Tobago                  |
| Tsjaad                       | Republiek Tsjaad                 | Arabisch: Tšād / تشاد Frans: Tchad           |
| Tsjechië                     | Tsjechische Republiek            | Tsjechisch: Česko                            |
| Tunesië                      | Republiek Tunesië                | Arabisch: Tūnis / تونس                       |
| Turkije                      | Republiek Turkije                | Turks: Türkiye                               |
| Turkmenistan                 | Turkmenistan                     | Turkmeens: Türkmenistan                      |
| Tuvalu                       | Tuvalu                           | Engels en Tuvaluaans: Tuvalu                 |

### U
| Korte landsnaam (Nederlands) | Officiële landsnaam (Nederlands)    | Korte landsnaam (oorspronkelijke taal/talen) |
| ---------------------------- | ----------------------------------- | -------------------------------------------- |
| Uruguay                      | Republiek ten oosten van de Uruguay | Spaans: Uruguay                              |

### V
| Korte landsnaam (Nederlands) | Officiële landsnaam (Nederlands)                          | Korte landsnaam (oorspronkelijke taal/talen)                              |
| ---------------------------- | --------------------------------------------------------- | ------------------------------------------------------------------------- |
| Vanuatu                      | Republiek Vanuatu                                         | Bislama, Engels en Frans: Vanuatu                                         |
| Vaticaanstad                 | Staat Vaticaanstad                                        | Italiaans: Città del Vaticano                                             |
| Venezuela                    | Bolivariaanse Republiek Venezuela                         | Spaans: Venezuela                                                         |
| Verenigd Koninkrijk          | Verenigd Koninkrijk van Groot-Brittannië en Noord-Ierland | Engels: United Kingdom                                                    |
| Verenigde Arabische Emiraten | Verenigde Arabische Emiraten (VAE)                        | Arabisch: Al-ʾImārāt al-ʿArabiyya al-Muttaḥida / الإمارات العربيّة المتّحدة |
| Verenigde Staten             | Verenigde Staten van Amerika                              | Engels: United States                                                     |
| Vietnam                      | Socialistische Republiek Vietnam                          | Vietnamees: Việt Nam                                                      |

### W
| Korte landsnaam (Nederlands) | Officiële landsnaam (Nederlands) | Korte landsnaam (oorspronkelijke taal/talen) |
| ---------------------------- | -------------------------------- | -------------------------------------------- |
| Wit-Rusland                  | Republiek Belarus                | Russisch en Wit-Russisch: Belarus / Беларусь |

### Z
| Korte landsnaam (Nederlands) | Officiële landsnaam (Nederlands) | Korte landsnaam (oorspronkelijke taal/talen) |
| ---------------------------- | -------------------------------- | --- |
| Zambia                       | Republiek Zambia                 | Engels: Zambia |
| Zimbabwe                     | Republiek Zimbabwe               | Engels, Noord-Ndebele en Shona: Zimbabwe |
| Zuid-Afrika                  | Republiek Zuid-Afrika            | Afrikaans: Suid-Afrika Engels: South Africa Noord-Sotho: Afrika-Borwa Swazi en Zulu: Ningizimu Afrika Tsonga: Afrika Dzonga Tswana: Aforika Borwa Venda: Afurika Tshipembe Xhosa: Mzantsi Afrika Zuid-Ndebele: Sewula Afrika Zuid-Sotho: Afrika Borwa |
| Zuid-Korea                   | Republiek Korea                  | Koreaans: Han Kuk / 한국 |
| Zweden                       | Koninkrijk Zweden                | Zweeds: Sverige |
| Zwitserland                  | Zwitserse Bondsstaat             | Duits: Schweiz Frans: Suisse Italiaans: Svizzera Reto-Romaans: Svizra |

## Niet algemeen erkende landen
In onderstaande lijst zijn landen opgenomen die een ruime internationale erkenning misten, maar wel de facto onafhankelijk waren en de onafhankelijkheid hadden uitgeroepen. In de kolom Erkenning staat het aantal internationaal erkende onafhankelijke staten dat betreffend gebied erkende als zijnde onafhankelijk.
| Korte landsnaam (Nederlands) | Officiële landsnaam (Nederlands)                | Korte landsnaam (oorspronkelijke taal/talen) | Erkenning |
| ---------------------------- | ----------------------------------------------- | --- | --------- |
| Abchazië                     | Republiek Abchazië                              | Abchazisch: Apsny / Аҧсны Russisch: Abchazija / Абхазия | 0         |
| ADRS                         | Arabische Democratische Republiek Sahara (ADRS) | Arabisch: Al-Jumhūrīya al-ʿArabīya aṣ-Ṣaḥrāwīya ad-Dīmuqrāṭīya / الجمهورية العربية الصحراوية الديمقراطية Spaans: República Árabe Saharaui Democrática (RASD) | 48-50     |
| Nagorno-Karabach             | Republiek Nagorno-Karabach                      | Armeens: Lernayin Gharabagh / Լեռնային Ղարաբաղ | 0         |
| Noord-Cyprus                 | Turkse Republiek Noord-Cyprus                   | Turks: Kuzey Kıbrıs | 1         |
| Palestina                    | Staat Palestina                                 | Arabisch: Filasṭīn / فلسطين | 103-104   |
| Somaliland                   | Republiek Somaliland                            | Arabisch: ʾArḍ aṣ-Ṣūmāl / أرض الصومال Engels: Somaliland Somalisch: Soomaaliland                                                                             | 0         |
| Taiwan                       | Republiek China                                 | Standaardmandarijn: Taiwan / 台湾 (officieel: Chunghua Minkuo / 中華民國)                                                                                    | 24-26     |
| Transnistrië                 | Pridnestrovische Moldavische Republiek          | Moldavisch: Transnistria / Транснистря Oekraïens: Pridnistrovja / Придністров'я Russisch: Pridnestrovje / Приднестровье                                      | 0         |
| Zuid-Ossetië                 | Republiek Zuid-Ossetië                          | Georgisch: Samchret Osseti / სამხრეთ ოსეთი Ossetisch: Xussar Iryston / Хуссар Ирыстон Russisch: Južnaja Osetia / Южная Осетия                                | 0         |

## Niet-onafhankelijke gebieden
Hieronder staat een lijst van niet-onafhankelijke gebieden, waaronder afhankelijk gebieden.

### Amerikaanse niet-onafhankelijke gebieden
De Amerikaanse Maagdeneilanden, Guam, de Noordelijke Marianen en Puerto Rico waren organized unincorporated territories, wat wil zeggen dat het afhankelijke gebieden waren van de Verenigde Staten met een bepaalde vorm van zelfbestuur. Daarnaast waren er nog een aantal unorganized unincorporated territories: Baker, Howland, Jarvis, Johnston, Kingman, Midway, Navassa en Wake. Deze grotendeels onbewoonde eilandgebieden waren ook afhankelijke gebieden van de VS, maar kenden geen vorm van zelfbestuur. Bajo Nuevo en Serranilla werden door de Verenigde Staten ook geclaimd als unorganized unincorporated territories, maar werden bestuurd door Colombia. Amerikaans-Samoa was officieel ook een unorganized unincorporated territory, maar bezat wel een bepaalde vorm van zelfbestuur. Palmyra was een unorganized incorporated territory en was dus wel een integraal onderdeel was van de Verenigde Staten, maar werd vaak wel als afhankelijk gebied beschouwd.
| Korte landsnaam (Nederlands) | Status                                          | Korte landsnaam (oorspronkelijke taal/talen)                                                |
| ---------------------------- | ----------------------------------------------- | ------------------------------------------------------------------------------------------- |
| Amerikaanse Maagdeneilanden  | Organized unincorporated territory              | Engels: United States Virgin Islands                                                        |
| Amerikaans-Samoa             | Unorganized unincorporated territory            | Engels: American Samoa Samoaans: Amerika Sāmoa                                              |
| Baker                        | Unorganized unincorporated territory            | Engels: Baker Island                                                                        |
| Guam                         | Organized unincorporated territory              | Engels: Guam Chamorro: Guåhan                                                               |
| Howland                      | Unorganized unincorporated territory            | Engels: Howland Island                                                                      |
| Jarvis                       | Unorganized unincorporated territory            | Engels: Jarvis Island                                                                       |
| Johnston                     | Unorganized unincorporated territory            | Engels: Johnston Atoll                                                                      |
| Kingman                      | Unorganized unincorporated territory            | Engels: Kingman Reef                                                                        |
| Midway                       | Unorganized unincorporated territory            | Engels: Midway Islands                                                                      |
| Navassa                      | Unorganized unincorporated territory            | Engels: Navassa Island                                                                      |
| Noordelijke Marianen         | Organized unincorporated territory (Gemenebest) | Caroliniaans: Efáng llól Marianas Chamorro: Notte Mariånas Engels: Northern Mariana Islands |
| Palmyra                      | Unorganized incorporated territory              | Engels: Palmyra Atoll                                                                       |
| Puerto Rico                  | Organized unincorporated territory (Gemenebest) | Engels en Spaans: Puerto Rico                                                               |
| Wake                         | Unorganized unincorporated territory            | Engels: Wake Island                                                                         |

### Australische niet-onafhankelijke gebieden
De zeven externe territoria van Australië werden door de Australische overheid gezien als een integraal onderdeel van Australië, maar werden vaak toch beschouwd als afhankelijke gebieden van Australië. Het Australisch Antarctisch Territorium werd als claim internationaal niet erkend en is derhalve niet in deze lijst opgenomen.
| Korte landsnaam (Nederlands) | Status             | Korte landsnaam (oorspronkelijke taal/talen) |
| ---------------------------- | ------------------ | -------------------------------------------- |
| Ashmore- en Cartiereilanden  | Extern territorium | Engels: Ashmore and Cartier Islands          |
| Christmaseiland              | Extern territorium | Engels: Christmas Island                     |
| Cocoseilanden                | Extern territorium | Engels: Cocos (Keeling) Islands              |
| Heard en McDonaldeilanden    | Extern territorium | Engels: Heard Island and McDonald Islands    |
| Koraalzee-eilanden           | Extern territorium | Engels: Coral Sea Islands                    |
| Norfolk                      | Extern territorium | Engels: Norfolk Island Norfuk: Norfuk Ailen  |

### Britse niet-onafhankelijke gebieden
De veertien Britse overzeese gebieden zijn geen integraal onderdeel van het Verenigd Koninkrijk, maar zijn hier wel van afhankelijk en vallen onder de Britse soevereiniteit. De claim van het Brits Antarctisch Territorium wordt internationaal niet erkend en is dus niet opgenomen. Jersey, Guernsey en Man vallen als Britse Kroonbezittingen niet onder de soevereiniteit van het Verenigd Koninkrijk, maar onder de soevereiniteit van de Britse Kroon en hadden daardoor een andere relatie tot het Verenigd Koninkrijk.
| Korte landsnaam (Nederlands)                   | Status           | Korte landsnaam (oorspronkelijke taal/talen)                                        |
| ---------------------------------------------- | ---------------- | ----------------------------------------------------------------------------------- |
| Akrotiri en Dhekelia                           | Overzees gebied  | Engels: Akrotiri and Dhekelia Grieks: Akrotiri kai Dhekelia / Ακρωτήρι και Δεκέλεια |
| Anguilla                                       | Overzees gebied  | Engels: Anguilla                                                                    |
| Bermuda                                        | Overzees gebied  | Engels: Bermuda                                                                     |
| Brits Indische Oceaanterritorium               | Overzees gebied  | Engels: British Indian Ocean Territory                                              |
| Britse Maagdeneilanden                         | Overzees gebied  | Engels: British Virgin Islands                                                      |
| Falklandeilanden                               | Overzees gebied  | Engels: Falkland Islands                                                            |
| Gibraltar                                      | Overzees gebied  | Engels: Gibraltar                                                                   |
| Guernsey                                       | Brits Kroonbezit | Engels: Guernsey Frans: Guernesey                                                   |
| Jersey                                         | Brits Kroonbezit | Engels en Frans: Jersey                                                             |
| Kaaimaneilanden                                | Overzees gebied  | Engels: Cayman Islands                                                              |
| Man                                            | Brits Kroonbezit | Engels: Isle of Man Manx-Gaelisch: Ellan Vannin                                     |
| Montserrat                                     | Overzees gebied  | Engels: Montserrat                                                                  |
| Pitcairneilanden                               | Overzees gebied  | Engels: Pitcairn Islands Pitcairnees: Pitkern Ailen                                 |
| Sint-Helena                                    | Overzees gebied  | Engels: Saint Helena                                                                |
| Turks- en Caicoseilanden                       | Overzees gebied  | Engels: Turks and Caicos Islands                                                    |
| Zuid-Georgia en de Zuidelijke Sandwicheilanden | Overzees gebied  | Engels: South Georgia and the South Sandwich Islands                                |

### Chinese niet-onafhankelijke gebieden
Hongkong en Macau maakten eigenlijk integraal deel uit van China, maar hadden een speciale bestuurlijke status, waardoor ze vaak als afhankelijke gebieden werden beschouwd.
| Korte landsnaam (Nederlands) | Status                      | Korte landsnaam (oorspronkelijke taal/talen) |
| ---------------------------- | --------------------------- | -------------------------------------------- |
| Hongkong                     | Speciale Bestuurlijke Regio | Chinees: Hong Kong / 香港 Engels: Hong Kong  |
| Macau                        | Speciale Bestuurlijke Regio | Chinees: Macoa / 澳门 Portugees: Macau       |

### Deense niet-onafhankelijke gebieden
Faeröer en Groenland waren autonome provincies van Denemarken en maakten eigenlijk integraal deel uit van dat land, maar vaak werden ze beschouwd als afhankelijke gebieden met een grote vorm van autonomie.
| Korte landsnaam (Nederlands) | Status             | Korte landsnaam (oorspronkelijke taal/talen) |
| ---------------------------- | ------------------ | -------------------------------------------- |
| Faeröer                      | Autonome provincie | Deens: Færøerne Faeröers: Føroyar            |
| Groenland                    | Autonome provincie | Deens: Grønland Groenlands: Kalaallit Nunaat |

### Finse niet-onafhankelijke gebieden
Åland maakt eigenlijk integraal onderdeel uit van Finland, maar heeft sinds de Vrede van Parijs (1856) een internationaal erkende speciale status met grote autonomie.
| Korte landsnaam (Nederlands) | Status          | Korte landsnaam (oorspronkelijke taal/talen) |
| ---------------------------- | --------------- | -------------------------------------------- |
| Åland                        | Autonoom gebied | Zweeds: Åland                                |

### Franse niet-onafhankelijke gebieden
Alle Franse overzeese gebieden maakten integraal onderdeel uit van Frankrijk en het land kende dus officieel geen afhankelijke gebieden. De Franse overzeese gebieden werden echter wel vaak als zodanig beschouwd, al werden soms alleen de overzeese gebieden die geen overzees departement waren, beschouwd als afhankelijke gebieden. Voor de volledigheid zijn hier alle Franse overzeese gebieden opgenomen. De Franse Zuidelijke en Antarctische Gebieden bestonden uit vier districten: Saint-Paul en Amsterdam, de Crozeteilanden, de Kerguelen en Adélieland. De Antarctische claim op Adélieland werd internationaal niet erkend. Het bestuur van de Verspreide Eilanden in de Indische Oceaan viel vanaf 3 januari onder de verantwoordelijkheid van de Franse Zuidelijke en Antarctische Gebieden, maar was er geen district van. Tot 3 januari viel het bestuur van de Verspreide Eilanden onder de verantwoordelijkheid van Réunion.
| Korte landsnaam (Nederlands) | Status                                             | Korte landsnaam (oorspronkelijke taal/talen)       |
| ---------------------------- | -------------------------------------------------- | -------------------------------------------------- |
| Clipperton                   | Overzeese bezitting                                | Frans: Île Clipperton                              |
| Franse Zuidelijke Gebieden   | Overzees territorium                               | Frans: Terres australes et antarctiques françaises |
| Frans-Guyana                 | Overzeese regio en overzees departement            | Frans: Guyane                                      |
| Frans-Polynesië              | Overzeese gemeenschap (overzees land)              | Frans: Polynésie française                         |
| Guadeloupe                   | Overzeese regio en overzees departement            | Frans: Guadeloupe                                  |
| Martinique                   | Overzeese regio en overzees departement            | Frans: Martinique                                  |
| Mayotte                      | Overzeese gemeenschap (departementale gemeenschap) | Frans: Mayotte                                     |
| Nieuw-Caledonië              | Gemeenschap sui generis                            | Frans: Nouvelle-Calédonie                          |
| Réunion                      | Overzeese regio en overzees departement            | Frans: Réunion                                     |
| Saint-Pierre en Miquelon     | Overzeese gemeenschap (territoriale gemeenschap)   | Frans: Saint-Pierre et Miquelon                    |
| Wallis en Futuna             | Overzeese gemeenschap (eilandenterritorium)        | Frans: Wallis-et-Futuna                            |

### Nederlandse niet-onafhankelijke gebieden
Het Koninkrijk der Nederlanden bestond uit drie gelijkwaardige landen: Nederland, Aruba en de Nederlandse Antillen. Deze laatste twee waren dus officieel geen afhankelijke gebieden van Nederland, maar werden vaak toch als zodanig gezien.
| Korte landsnaam (Nederlands) | Status               | Korte landsnaam (oorspronkelijke taal/talen)                                             |
| ---------------------------- | -------------------- | ---------------------------------------------------------------------------------------- |
| Aruba                        | Land (status aparte) | Nederlands en Papiaments: Aruba                                                          |
| Nederlandse Antillen         | Land                 | Engels: Netherlands Antilles Nederlands: Nederlandse Antillen Papiaments: Antia Hulandes |

### Nieuw-Zeelandse niet-onafhankelijke gebieden
De Cookeilanden en Niue waren zelfbesturende gebieden in vrije associatie met Nieuw-Zeeland en werden soms als onafhankelijke landen gezien.
| Korte landsnaam (Nederlands) | Status             | Korte landsnaam (oorspronkelijke taal/talen)       |
| ---------------------------- | ------------------ | -------------------------------------------------- |
| Cookeilanden                 | Vrije associatie   | Engels: Cook Islands Cookeilandmaori: Kūki 'Āirani |
| Niue                         | Vrije associatie   | Engels: Niue Niuees: Niuē Fekai                    |
| Tokelau                      | Afhankelijk gebied | Engels en Tokelaus: Tokelau                        |

### Noorse niet-onafhankelijke gebieden
Spitsbergen maakte eigenlijk integraal onderdeel uit van Noorwegen, maar had volgens het Spitsbergenverdrag een internationaal erkende speciale status met grote autonomie. Ook Jan Mayen maakte integraal deel uit van Noorwegen als onderdeel van de provincie Nordland, maar werd vaak toch gezien als afhankelijk gebied. Voor statistische doeleinden was Jan Mayen in ISO 3166-1 samengevoegd met Spitsbergen als Spitsbergen en Jan Mayen. Bouveteiland, Peter I-eiland en Koningin Maudland waren wel afhankelijke gebieden van Noorwegen, maar de (Antarctische) claims op de laatste twee werden internationaal niet erkend.
| Korte landsnaam (Nederlands) | Status                              | Korte landsnaam (oorspronkelijke taal/talen) |
| ---------------------------- | ----------------------------------- | -------------------------------------------- |
| Bouvet                       | Afhankelijk gebied                  | Noors: Bouvetøya                             |
| Jan Mayen                    | Onderdeel van de provincie Nordland | Noors: Jan Mayen                             |
| Spitsbergen                  | Gebied met speciale status          | Noors: Svalbard                              |